# Sławomir Mrożek
Sławomir Mrożek (Borzęcin, 29 de junio de 1930-Niza, 15 de agosto de 2013) fue un escritor, dibujante, periodista y dramaturgo polaco que exploraba en sus obras el comportamiento humano, la alienación y el abuso de poder de los sistemas totalitarios. Como dibujante de cómics, alcanzaría también gran popularidad.

## Biografía
Sus primeros años los pasó en campos de Borzęcin, Porąbka Uszewska y, durante la Segunda Guerra Mundial, en Cracovia. Recibió la enseñanza convencional católica, pero las cuestiones religiosas no estuvieron en el primer plano de sus obras. Más importantes para su desarrollo fueron los años de guerra, la ocupación nazi de su país, el establecimiento de la República de Polonia después del conflicto y la represión de Stalin que creó una generación entera de gente joven desilusionada. 
Mrożek se graduó en la Nowodworski Lycée en 1949 y un año después empezó a trabajar para la revista Przekrój, como hackwriter. Al mismo tiempo empezó a estudiar arquitectura, pero al cabo de tres meses dejó esos estudios y entró en la Academia de Bellas Artes de Cracovia. Sin embargo, también abandonó esta carrera porque le resultaba aburrida, así que decidió formar parte de la plantilla de Dziennik Polski. Durante un tiempo corto estudió también la filosofía oriental en la Universidad de Cracovia para evitar ser reclutado en el ejército.
Se unió al Partido Obrero Unificado Polaco inicialmente bajo la República Popular de Polonia, y de hecho se ganó la vida como periodista político. En 1952 se trasladó a la Casa de los Escritores dirigida por el gobierno. En 1953, durante el terror en la Polonia de posguerra, fue uno de los signatorios de una carta abierta de la Unión de Escritores Polacos ("Związek Literatów Polskich") a las autoridades polacas que apoyaban la persecución de los dirigentes religiosos polacos, encarcelados por el Ministerio de Seguridad Pública, al ser acusados de espionaje. Participó en la crítica a los curas católicos en Cracovia. Se casó con la artista-pintora Maria Obremba cuando vivía en Katowice y en 1959 se mudaron a Varsovia (ella moriría prematuramente, en 1969).
Pero cuatro años después decidieron viajar a Italia (1963) y desertar juntos dada la situación política. Al cabo de cinco años se sintió atraído por la literatura de París. En 1968, publicó en Le Monde una carta abierta de protesta contra la intervención del ejército del Pacto de Varsovia en Checoslovaquia. Pidió asilo político allí y más tarde recibió la nacionalidad francesa en 1978.
Nueve años después se casó con la directora de teatro Susana Osorio Rosas, su segunda mujer. A continuación vivió en los Estados Unidos y en Alemania. En 1989 se mudaron a México, donde vivían en un rancho llamado La Epifania. Es ahí donde compuso la primera parte de su diario, Dziennik powrotu, que acabó en Polonia. 
En 1996 volvió a su país natal. El 11 de noviembre de 1997 fue galardonado en reconocimiento a su contribución a la cultura nacional con la Orden Polonia Restituta. En 2002 sufrió un grave accidente cerebrovascular, que le causó una afasia. Gracias a una terapia que duró tres años, recuperó la capacidad de escribir y hablar. El efecto de su lucha contra la enfermedad es su autobiografía (que está accesible en francés, como Balthazar, de Slawomir Mrozek, ed. Noir sur Blanc, 2007).
El 6 de mayo de 2008 decidió definitivamente abandonar Polonia y mudarse a Niza donde murió.

## Obra
Mrożek utiliza a menudo el humor surrealista y las situaciones grotescas para revelar las creencias distorsionadas de sus personajes. Opowiadania z Trzmielowej Góry (Tales from Bumble Bee Hill; 1953), el primer libro de Mrożek que contenía dos historias satíricas; fue impreso en una edición de 25.000 copias. El segundo volumen, Polpancerze praktyczne (Practical Half-Armour) apareció el mismo año. A partir de 1957, su carrera literaria se desdobla en dos facetas, la de autor dramático –que le ha merecido un reconocimiento universal y un extraordinario éxito popular– y la de narrador. 
Sus obras teatrales pertenecen al género de la ficción absurda (con referencias al absurdo de la vida corriente en Polonia). Su talento fue descubierto cuando escribió el show Joy in Earnest para el teatro estudiantil Bim-Bom. Mrożek adquirió fama internacional con las colecciones de sus primeros cuentos. Słoń (El elefante; 1957) se transformó en un superventas y recibió el premio prestigioso de Przegląd Kulturalny. Fue seguido por Wesele w Atomicach (Wedding in Atomville; 1959) y Deszcz (La lluvia; 1962). Casi todos los volúmenes de sus historias breves obtuvieron gran éxito de ventas. Una de sus primeras obras teatrales fue Policja (Los policías (La policía)) de 1958, realizada posteriormente en Phoenix Theatre, Nueva York, en 1961. Como dibujante, Mrożek gozó de una gran popularidad y sus obras se publicaron en Londres, Nueva York y París. En el Oeste, su fama se difundió a través del libro The Theatre of The Absurd de Martin Esslin, que apareció a principios de 1960.
En 1962 fue galardonado con el Premio Koscielski, el drama Tango (1964), muy traducida, le granjeó fama mundial. En 1975, la segunda de sus obras más populares, The Émigrés, retrato irónico de dos emigrantes polacos en París, fue producida por Andrzej Wajda en Teatr Stary (el Teatro Viejo) en Cracovia. 
Cuando en 1981 Wojciech Jaruzelski proclamó la ley marcial en Polonia y detuvo a los líderes de Solidaridad, Mrożek protestó en Le Monde y prohibió que sus obras se emitiesen en televisión y que sus libros se publicaran en los periódicos polacos. Sin embargo, sus obras teatrales continuaron representándose en los teatros, aunque las autoridades eliminaron Ambasador (1982), que tuvo su estreno mundial en Varsovia, justo antes de que la ley fuera declarada. Con muchos autores polacos, como el poeta y narrador Czesław Miłosz y el filósofo Leszek Kołakowski, Mrożek protestó contra la disolución de la ZLP. 
Recibió el premio Franz Kafka pero lo rechazó para aceptar el de la Fundación Literaria Polaca. Miłość na Krymie (Love in the Crimea; 1993) se centró en la caída del Imperio Ruso. Mrożek lo escribió en francés para un concurso a la mejor obra de teatro de un dramaturgo francés y recibió el premio Crédit Industriel et Commercial Paris Théâtre por la escenificación de la obra en el Théàtre de la Colline, en París. Fue premiado con la 'Légion d'honneur', en 2003, por su apoyo a la cultura francesa. 
Fue traducido al castellano por Seix-Barral ya en 1969, así como algunas obras teatrales, por ejemplo en Buenos Aires, 1983. Pero la editorial Acantilado emprendió en 2001 la publicación sistemática de su obra narrativa. Entre sus libros vertidos destacan Juego de azar (2001), La vida difícil (2002), Dos cartas (2003), El árbol (2003), El pequeño verano (2004), La mosca (2005), Huida hacia el sur (2008), El elefante (2010) y La vida para principiantes (2013). 
Textos teatrales (por orden cronológico de puesta en escena):
| - El profesor / Profesor. Studencki Teatr Bim-Bom, Gdańsk 16.III.1956. - Los policías (La policía) / Policjanci (Policja). Teatr Dramatyczny, Varsovia 27.VI.1958. - El martirio de Piotr Ohey / Męczeństwo Piotra Ohey’a. Teatr «Groteska», Cracovia 20.XII.1959. - El pavo / Indyk. Stary Teatr, Cracovia 25.II.1961. - En alta mar / Na pełnym morzu. Teatr im. J. Osterwy (Scena Kameralna), Lublin 1.VI.1961. - Karol / Karol. Teatr Wybrzeże, Gdańsk–Sopot 31.XII.1961. - Strip-Tease / Strip-Tease. Teatr Wybrzeże, Gdańsk–Sopot 31.XII.1961. - Mágica noche / Czarowna noc. Teatry Dramatyczne (Teatr kameralny), Wrocław 30.III.1963. - El cinólogo perplejo / Kynolog w rosterce. Teatry Dramatyczne (Teatr Kameralny), Wrocław 30.III.1963. - La fiesta / Zabawa. Teatry Dramatyczne (Teatr Kameralny), Wrocław 30.III.1963. - La muerte de un teniente / Śmierć porucznika. Teatr Dramatyczny, Varsovia 21.XI.1963. - Tango / Tango. Teatr Polski (Teatr Kameralny), Bydgoszcz 5.VI.1965. - La vida contemporánea / Życie współczesne. Teatry Dramatyczne im. S. Jaracza, Olsztyn–Elbląg 20.XII.1966. - La crisálida / Poczwórka. Teatr Wybrzeże, Gdańsk–Sopot 8.II.1968. - Moniza Clavier / Moniza Clavier. [Adaptación escénica de Henryk T. Czarnecki.] Teatry Dramatyczne im. S. Jaracza (Scena «Margines»), Olsztyn–Elbląg 22.V.1968. - Feliz acontecimiento / Szczęśliwe wydarzenie. Teatr Współczesny, Varsovia 3.XI.1973. - Mis queridos ápodos / Moje ukochane beznóżki. [Adaptación escénica de Jerzy Paszula.] Akademicki Ośrodek Teatralny «Kalambur», Wrocław 17.IX.1974. - El matadero / Rzeźnia. [Adaptación escénica de Jerzy Jarocki.] Teatr Dramatyczny, Varsovia 21.III.1975. - El jorobado / Garbus. Teatr Nowy, Łódź 14.XII.1975. - Los emigrantes / Emigranci. Teatr Współczesny, Varsovia 17.XII.1975. - Segundo plato / Drugie danie. Teatr im. W. Bogusławskiego, Kalisz 5.VI.1977. | - El zorro filósofo / Lis filozof. Teatr Nowy, Zabrze 11.XII.1977. - La caza del zorro / Polowanie na lisa. Teatr Nowy, Zabrze 11.XII.1977. - Serenata / Serenada. Teatr Nowy, Zabrze 11.XII.1977. - El sastre / Krawiec. Teatr Współczesny, Szczeciń 20.X.1978. - Una casa en la frontera / Dom na granicy. Teatr Popularny, Varsovia 10.XI.1978. - Vatzlav / Vatzlav. Teatr Nowy, Łódź 21.IV.1979. - El zorro aspirante / Lis aspirant. Teatr im. S. Jaracza, Łódź 9.VI.1979. - El zorro en el árbol / Lis na drzewie. Teatr im. J. Kochanowskiego, Opole 3.II.1980. - A pie / Pieszo. Teatr Dramatyczny, Białystok 20.XII.1980. - El embajador / Ambasador. Teatr Polski, Varsovia 22.X.1981. - Testarium / Testarium. Teatr Dramatyczny, Gdynia 24.IV.1982. - Terapia de grupo sólo para caballeros: Rigurosamente prohibida la entrada a personas del sexo femenino / Terapia grupowa tylko dla panów, wstęp osobom płci żeńskiej surowo wzbroniony. Stary Teatr (Escena «na Sławkowskiej»), Cracovia 25.I.1984. - Un día de verano / Letni dzień. Teatr Polski (Teatr Kameralny), Varsovia 12.IV.1984. - El contrato / Kontrakt. Teatr Polski (Teatr Kameralny), Varsovia 15.V.1986. - El retrato / Portret. Teatr Polski, Varsovia 14.XI.1987. - La isla de las rosas / Wyspa róż. [Adaptación escénica de Grzegorz Stanisławiak.] Teatr im. W. Horzycy, Toruń 7.V.1989. - Alfa / Alfa. Teatr Polski (Scena Dyskusyjna) [Representado bajo el título «MROŻEK 27»], Bydgoszcz 16.IX.1989. - Las viudas / Wdowy. Teatr Współczesny, Varsovia 30.XII.1992. - Amor en Crimea / Miłość na Krymie. Stary Teatr, Cracovia 25.III.1994. - Una bonita vista / Piękny widok. Teatr Współczesny, Varsovia 7.II.2000. - Los venerables / Wielebni. Stary Teatr, Cracovia 23.VI. 2001. |

## Obra traducida al español

### Narrativa
Por orden cronológico de publicación:
- El elefante. Sátiras. Versión española de Margarita Fontseré. Ilustraciones de Daniel Mróz. Seix-Barral, Barcelona 1969.
- Mi lucha y otros cuentos. (Contiene los textos: Mi lucha; El hombre de nieve; Liliputenses; Primavera en Polonia; El cisne; Una persona decente; Por el camino; Crónica de la ciudad sitiada; El elefante; El veterano del Quinto Regimiento; En la estación; Mi General; La esperanza; El pájaro ugupu.) Traducción de Margarita Fontseré y Claudia Maisonove; ilustraciones de Daniel Mróz. Centro Editor de América Latina, Buenos Aires, 1983.
- Juego de azar. Traducción de Bożena Zaboklicka y Francesc Miravitlles. Acantilado, Barcelona, 2001. ISBN 978-84-95359-33-9.
- La vida difícil. Traducción de Bożena Zaboklicka y Francesc Miravitlles. Acantilado, Barcelona, 2002. ISBN 978-84-95359-86-5.
- Dos cartas y otros relatos. Traducción de Josep Maria de Sagarra Àngel. Acantilado, Barcelona, 2003. ISBN 978-84-96136-11-3.
- El árbol. Traducción de Bożena Zaboklicka y Francesc Miravitlles. Acantilado, Barcelona, 2003. ISBN 978-84-96136-37-3.
- El pequeño verano. Traducción de Joanna Albin. Acantilado, Barcelona, 2004. ISBN 978-84-96136-64-9.
- La mosca. Traducción de Joanna Albin. Acantilado, Barcelona, 2005. ISBN 978-84-96489-14-1.
- Huida hacia el sur. Traducción de Joanna Albin. Acantilado, Barcelona, 2008. ISBN 978-84-96834-66-8.
- El elefante. Traducción de Jerzy Sławomirski y Anna Rubió. Acantilado, Barcelona, 2010. ISBN 978-84-92649-55-6.
- La vida para principiantes. Traducciones de Joanna Albin, Francesc Miravitlles, Anna Rubió, Jerzy Sławomirski y Bożena Zaboklicka. Acantilado, Barcelona, 2013. ISBN 978-84-15-68926-3

### Teatro
Por orden cronológico de publicación:
- Tres obras teatrales. (Contiene: Karol. En alta mar. Strip-tease.) Traducción de Maria Sten y Ludwig Margules. Universidad Nacional Autónoma de México – Coordinación de Difusión Cultural, México 1964.
- Tango, [en:] Cuatro dramaturgos polacos: Andrzejewski, Broszkiewicz, Różewicz y Mrożek. (Contiene: Jerzy Andrzejewski, Las cenizas cubren la tierra (traducción de Sergio Pitol); Jerzy Broszkiewicz, Los nombres del poder (traducción de Ricardo Guerra); Tadeusz Różewicz, El archivo (traducción de Sergio Pitol y Sofía Szleyen); Sławomir Mrożek, Tango (traducción de Carmen Alardín).) Universidad Nacional Autónoma de México – Dirección General de Difusión Cultural, México 1968.
- Tango. Strip-tease. En alta mar. Centro Editor de América Latina, Buenos Aires 1968. Colección: La Tierra Entera.
- Tango. Obra en tres actos. Traducción del alemán de Virgilio Cabello Rodríquez. Escelicer, Madrid 1970. Colección: Teatro, n.º 665. Depósito legal: M 22148-1970 – 232655.
- Feliz acontecimiento. Obra en tres actos. Traducción de Violetta Beck y Jorge Segovia. Escelicer, Madrid 1973. Colección: Teatro, n.º 756. ISBN 84-238-1069-0.
- La revolución. Guion de Martín Rosete. Adaptación del relato homónimo de Sławomir Mrożek. M. Rosete, 2002.
- Tango. Traducción de Jarosław Bielski; Introducción de Maria Dębicz. Asociación de Directores de Escena de España, Madrid 2004. Serie: Literatura Dramática, n.º 65. ISBN 84-95576-35-X. Depósito legal: M-33941-2004.
- A falta de pan. Guion de Martín Rosete y Pablo Fernández. Adaptación del relato de Sławomir Mrożek, "La praxis". M. Rosete, 2005.
- Los emigrados. Traducción de David Psalmon y Edyta Rzewuska. TeatroSinParedes, México 2009.

## Obra traducida al catalán

### Narrativa
Por orden cronológico de publicación:
- La vida difícil. Traducción de Bożena Zaboklicka y Francesc Miravitlles. Quaderns Crema, Barcelona 1995. ISBN 978-84-7727-140-6.
- Dues cartes i altres relats. Traducción de Josep Maria de Sagarra Àngel. Quaderns Crema, Barcelona 1997. ISBN 978-84-7727-237-3.
- L’arbre. Traducción de Bożena Zaboklicka y Francesc Miravitlles. Quaderns Crema, Barcelona 1998. ISBN 978-84-7727-199-4.
- Joc d’atzar. Traducción de Bożena Zaboklicka y Francesc Miravitlles. Quaderns Crema, Barcelona 2001. ISBN 978-84-7727-325-7.

### Teatro
Por orden cronológico de publicación:
- Una nit qualsevol. Versión de Maurici Farré. Tres i Quatre, Valencia 1992. ISBN 84-7502-330-4.
- Les viudes. Un dia d’estiu. L’escorxador. Traducción y posfacio de Josep Maria de Sagarra Àngel. Tres i Quatre, Valencia 1995. ISBN 84-7502-458-0.

## Obra traducida al gallego

### Narrativa
- O prezo da fama. Traducción de Paula Cancelas. Eds. Rinoceronte, Cangas de Morrazo 2011. ISBN 978-84-92866-22-9